# Cronologia Republicii Moldova
Aceasta este o cronologie a Republicii Moldova.

## 1988
- 3 iunie – În sala mare a Uniunii Scriitorilor din Chișinău, în cadrul unei adunări a intelectualității, s-a constituit un grup de inițiativă pentru susținerea democratizării. Începând cu această zi și până la 20 mai 1989, grupul de inițiativă s-a ocupat de organizarea structurilor teritoriale ale mișcării democratice, a purtat tratative cu autoritățile în vederea publicării proiectelor de program și statut ale grupării, a organizat mitinguri și demonstrații și a coordonat campania de colectare a semnăturilor pentru oficializarea limbii române, precum și pentru revenirea la alfabetul latin, pentru drepturi politice și cetățenești, pentru demontarea sistemului administrativ de comandă și descentralizarea economiei. În acea perioadă, grupul de inițiativă a fost singura organizație care s-a confruntat în mod organizat cu nomenclatura Partidului Comunist al Republicii Sovietice Socialiste Moldovenești.
- 31 octombrie – Grupul de inițiativă al Mișcării Democratice organizează prima acțiune revendicativă în fața sediului CC al PCM cerând publicarea proiectelor de program și statut ale Mișcării.
- 11 noiembrie – CC al PCM publică faimoasele „Teze din noiembrie” care urmau să fie discutate în mod obligatoriu în toate colectivele de muncă. Membrii și adepții Mișcării Democratice din întreaga republică iau atitudine împotriva acestui document antinațional, care a încercat să blocheze procesul de renaștere națională.

## 1989
- 12 martie – Mișcarea Democratică organizează, în fața clădirii CC al PCM, prima mare demonstrație de protest. Lozincile zilei: „Limbă, alfabet!”, „Jos Grossu!”, „Jos comuniștii!”.
- 9 aprilie – Mișcarea Democratică protestează împotriva masacrului de la Tbilisi.
- 20 mai – Grupul de inițiativă convoacă, în sala mare a Uniunii Scriitorilor, Congresul de constituire a Mișcării Democratice, la care participă delegați din 30 de raioane și orașe. În baza Mișcării Democratice, Congresul decide să creeze Frontul Popular din Moldova (FPM). Congresul alege organele de conducere și adoptă Programul, Statutul și o serie de rezoluții, hotărăște editarea buletinului informativ „Deșteptarea”.
- 26 iunie – În Piața Victoriei din Chișinău (azi Piața Marii Adunări Naționale) FPM organizează, pentru prima dată în perioada postbelică, o amplă acțiune de protest, prin care denunță public ocuparea Basarabiei, nordului Bucovinei și Ținutului Herța de către trupele sovietice la 28 iunie 1940. Zecile de mii de manifestanți, purtând tricoloruri în bernă și haine cernite, comemorează victimele regimului sovietic de ocupație. Ziua de 28 iunie este declarată zi de doliu pentru Basarabia.

## 1990
- 11 februarie – În Piața Marii Adunări Naționale are loc adunarea republicană a alegătorilor, organizată de FPM. Adunarea aprobă Platforma electorală a FPM și lista de candidați pentru alegerile parlamentare din 25 februarie.
- 25 februarie – Ziua alegerilor pentru Sovietul Suprem al RSSM. Deși legea electorală nu prevede alegeri pe bază de pluralism, FPM este singura formațiune care se confruntă în campania electorală cu exponenții Partidului Comunist, reușind să obțină aprobare pentru o treime de mandate în legislativul de la Chișinău.
- 8 aprilie – Participanții la mitingul FPM adresează un Apel către prima sesiune a Sovietului Suprem al RSSM, prin care cere recunoașterea independenței Lituaniei și denunțarea Pactului Ribbentrop-Molotov.
- 6 mai – Podul de Flori peste Prut. Inițiată de Asociația București-Chișinău și sprijinită de Frontul Popular din Moldova, acțiunea are menirea să atragă atenția opinei publice internaționale asupra faptului că acest hotar pe Prut constituie pentru Europa o problemă de conștiință ca și zidul de la Berlin, pentru că în plan politic, dar și moral, Europa sfârșește acolo unde începe această graniță româno-română. Obiectivul imediat al acestei acțiuni este obținerea liberei treceri peste Prut în ambele sensuri, fără pașapoarte, fără vize, fără taxe vamale.
- 25 mai – Fiind susținut de FPM, Mircea Druc este ales în funcția de prim-ministru.
- 30 iunie-1 iulie – În sala Palatului Octombrie își desfășoară lucrările cel de-al doilea Congres al FPM care adoptă un program tranșat anticomunist și antisovietic, militând pentru: scoaterea Partidului Comunist în afara legii, retragerea trupelor sovietice de ocupație și desființarea KGB-ului, proclamarea independenței republicii față de URSS, admiterea ei în ONU și în alte organisme internaționale, ieșirea Bisericii Naționale de sub tutela Patriarhiei Ruse, repunerea în drepturi a etnonimului „popor român” și a glotonimului „limba română”. Printr-o prevedere statutară (punctul 3.2.), Congresul interzice aderarea membrilor Partidului Comunist la Frontul Popular. Congresul decide schimbarea denumirii Pieței Victoriei în Piața Marii Adunări Naționale și a Palatului Octombrie în Palatul Național. Totodată, Congresul alege organele de conducere ale Mișcării și redactorul-șef al publicației FPM, hotărăște convocarea celei de-a doua Mari Adunări Naționale, adoptă Imnul „Deșteaptă-te române!” ca imn al Frontului Popular.
- 15 august – Apare primul număr al publicației FPM „Țara”, succesoare a buletinului informativ „Deșteptarea”.
- 19 august – FPM ia atitudine față de așa-numitul congres al deputaților poporului din raioanele de sud ale republicii, care proclama „republica găgăuză”, atentând la suveranitatea și integritatea teritorială a Republicii Moldova.
- 30 septembrie – FPM organizează un miting în problema trecerii la economia de piață. Ion Hadarca își anunță demisia din funcția de președinte al Frontului Popular.
- 16 decembrie – În conformitate cu Hotărârea Congresului II, Frontul Popular convoacă a doua Mare Adunare Națională care proclamă, prin votul celor câtorva sute de mii de participanți, independența națională a românilor din teritoriile ocupate. Adunarea califică participarea deputaților din partea RSS Moldova în Congresul de deputați și în Sovietul Suprem al URSS ca fiind lipsită de orice acoperire juridică și justificare morală. Înaltul for cetățenesc decide schimbarea denumirii RSS Moldova în Republica Moldova și adoptă Hotărârea cu privire la reforma administrativ-teritorială.
- 22 decembrie – FPM apreciază Decretul președintelui URSS Mihail Gorbaciov „Despre măsurile de normalizare a situației în RSS Moldova” drept o reactualizare a notelor ultimative ale lui Molotov din 26-27 iunie 1940.
- 27 decembrie – FPM formează Alianța Națională pentru Independență „16 Decembrie” în care intră un șir de organizații politice, culturale și profesionale.

## 1991
- 13 ianuarie – Participanții la mitingul Alianței Naționale pentru Independență „16 Decembrie” condamnă agresiunea sovietică împotriva Lituaniei independente. În fața pericolului unei eventuale intervenții militare rusești, Alianța cheamă toți voluntarii să fie gata de a da ripostă agresorului.
- 20 ianuarie – Alianța „16 Decembrie” cere Parlamentului să pună capăt înrolării forțate a tinerilor din Republica Moldova în armata sovietică și să decidă satisfacerea serviciului militar al acestora pe teritoriul republicii. În aceeași zi, Alianța „16 Decembrie” cheamă populația să respingă referendumul propus de conducerea URSS pentru data de 17 martie și cere Parlamentului să ia o decizie în acest sens.
- 21 aprilie – Sfatul FPM califică drept inoportună semnarea Tratatului de colaborare, bună vecinătate și amiciție între România și URSS, întrucât acesta stipulează inviolabilitatea frontierelor și periclitează dreptul popoarelor captive din imperiul sovietic la autodeterminare. Sfatul apreciază că ratificarea acestui tratat ar putea avea urmări grave pentru România.
- 10 mai – Mitingul FPM cere Parlamentului adoptarea neîntârziată a Declarației de Independență, a legilor despre cetățenie, privatizare, Codul Funciar, Banca Națională, partide, presă, introducerea valutei naționale și naționalizarea averii PCM.
- 22 mai – Mircea Druc este demis, în mod anticonstituțional, din funcția de prim-ministru. FPM își face publică platforma în problema formei de guvernământ în Republica Moldova, optând pentru republica parlamentară.
- 25 mai – Din inițiativa FPM, la Chișinău are loc întrunirea reprezentanților mișcărilor de eliberare națională din Armenia, Georgia, Estonia, Letonia, Lituania și Republica Moldova, care decid constituirea Forului de la Chișinău, organism de luptă pentru decolonizarea și restabilirea independenței popoarelor captive din URSS.
- 28 iunie – FPM organizează un miting și o demonstrație prilejuite de trista aniversare a ocupării Basarabiei în 1940.
- 1-2 iulie – La Tbilisi are loc a doua reuniune a Forului de la Chișinău, organ politic consultativ extraparlamentar și extraguvernamental al fronturilor populare și de eliberare națională din cele șase republici nealiniate la Tratatul unional.
- 2 iulie – „ȚARA” lansează două ediții speciale (în engleză și română) consacrate în intregime Conferinței internaționale „Pactul Molotov-Ribbentrop și consecințele lui pentru Basarabia”.
- 11 august – FPM organizează, la Chișinău și în alte localități ale republicii, mitinguri, cerând adoptarea cadrului legislativ care ar permite împroprietărirea țăranilor cu pamânt.
- 19 august – În prima zi a puciului de la Moscova, FPM lansează un apel prin care cheamă cetățenii Republicii Moldova să manifeste nesupunere civică față de puciști și să asigure apărarea obiectivelor strategice ale statului.
- 27 august – Deputații FPM, sprijiniți de Alianța Națională pentru Independență „16 Decembrie”, organizează cea de-a treia Mare Adunare Națională, transmisă în direct de TVM și TVR. Adunarea impune Parlamentului votarea nominală a Declarației de Independență și adoptarea Imnului „Deșteaptă-te române!” ca imn național.
- 11 septembrie – Alianța Națională pentru Independență „16 Decembrie” cere Parlamentului să nu adopte legea cu privire la alegerile președintelui Republicii Moldova, întrucât stabilirea și desfășurarea unor astfel de alegeri ar provoca tensionarea situației social-politice și escaladarea tendințelor separatiste.
- 20 septembrie – Alianța „16 decembrie” protestează împotriva poziției președintelui Snegur, exprimată în ședința Guvernului din 18 septembrie, în care aceasta atacă Imnul „Deșteaptă-te, Române!”.
- 12 octombrie – La Palatul sindicatelor din Chișinău are loc Conferința FPM în cadrul căreia Frontul se declară în opoziție față de puterea de stat din Republica Moldova și decide boicotarea alegerilor prezidențiale din 8 decembrie 1991.
- 1 decembrie – Alianța „16 Decembrie” organizează un miting prilejuit de aniversarea Marii Uniri. În cadrul mitingului este anunțată crearea Consiliului Național al Unirii.
- 21 decembrie – Luând act de semnarea de către președintele Snegur, la Alma-Ata, a Protocolului de constituire a CSI, Sfatul FPM apreciază acest act drept o tentativă de menținere a Republicii Moldova în sfera de influență a Rusiei.

## 1992
- 15-16 februarie – La Opera Națională din Chișinău își desfășoară lucrările cel de-al treilea Congres al Mișcării. Congresul adoptă Statutul, Programul și o serie de rezoluții, reconfirmă Hotărârea Sfatului FPM din 13 octombrie 1991 cu privire la trecerea Frontului Popular în opoziție și decide ca Mișcarea să rămână în continuare în opoziție față de regimul de la Chișinău. Programul adoptat se axează pe ideea unionistă, idee expusă în Raportul de bază prezentat de Iurie Roșca, președinte executiv al FPM și concepută ca un proces de integrare culturală, spirituală, economică, politică și socială cu Țara. Totodată, Congresul definește caracterul doctrinar al Mișcării, optând pentru principiile fundamentale ale democrației creștine. Ca urmare a acestor precizări, Frontul Popular Creștin Democrat din Moldova își modifică titulatura, devenind din acest moment Frontul Popular Creștin Democrat. În calitate de președinte al FPCD este ales Mircea Druc. În cea de prim-vicepreședinte și președinte executv – Iurie Roșca. Ștefan Secăreanu este reconfirmat în funcția de redactor-șef al publicației FPCD „Țara”. Printr-o rezoluție specială, Congresul afirmă dreptul populației românești din stânga Prutului de a participa la alegerile generale și prezidențiale din România.
- 3 martie – Comitetul Executiv al Sfatului FPCD își exprimă poziția față de atacul sângeros împotriva populației civile din Dubasari și Cocieri, declanșat de elemente criminale separatiste, și cere autorităților Republicii Moldova să pună capăt acțiunilor banditești ale forțelor secioniste și să restabilească ordinea și legalitatea pe întreg teritoriul republicii.
- 5 martie – Într-un raport rostit în Parlament, președintele Mircea Snegur învinuiește FPCD de destabilizarea situației. În aceeași zi, Executivul FPCD ia atitudine față de aceste învinuiri nefondate, precizând că, prin actul declanșat împotriva Opoziției, șeful statului caută să sustragă atenția opiniei publice de la criza din estul republicii și să canalizeze revolta populației asupra FPCD.
- 11 martie – Grupul parlamentar FPCD își face publică poziția față de încercările unor deputați proveniți din vechea nomenclatură comunistă de a provoca, prin boicot și inactivitate, o criză parlamentară și cheamă forțele democratice din parlament să adopte programul privatizării, bugetul, Legea impozitelor, Legea cu privire la reabilitarea victimelor regimului comunist, actele menite să asigure aplicarea corectă a Legii Codului Funciar, pachetul de legi privind apărarea și securitatea statului.
- 18 martie – Sfatul FPCD califică drept inadmisibil comportamentul președintelui Snegur și al premierului Muravschi care după ce înaintează separatiștilor un ultimatum, declară în fața Parlamentului că sunt gata să demisioneze. Sfatul apreciază că în condițiile ce s-au creat ar fi cazul ca șeful statului să renunțe la practicile de declinare a propriilor responsabilități și de transferare a acestora asupra Parlamentului și să-și onoreze mandatul acordat de alegători și împuternicirile date de Parlament.
- 28 martie – Printr-un Decret prezidențial, în Republica Moldova se instituie starea excepțională. În condițiile stării de urgență, conducerea FPCD se vede silită să suspende mitingurile programate pentru 29 martie la Chișinău, Bălți și în alte localități. Președintele FPCD face în aceeași zi o declarație-apel în care se spune, printre altele, că atunci când țara se află în război cu o forță externă, orice conflicte interne (inclusiv cele dintre putere și opoziție) trebuie să dispară, trebuie să învingă sentimentul solidarizării civice și naționale. Membrii FPCD sunt chemați să răspundă la apelul președintelui republicii, continuând înrolarea în trupele de interne și în rândurile Armatei Naționale.
- 14 aprilie – „Țara” publică primele informații colectate de la martorii oculari despre atrocitățile comise de bandele de separatiști rusofoni și cazaci în Transnistria. În acest măcel programat vor cădea, împușcați din față sau din spate, schingiuiți sau crucificați, mii de oameni. Printre ei, sute de membri și simpatizanți ai FPCD.
- 2-3 iunie – Președintele secției FPCD Tiraspol, Ilie Ilașcu, și membrii FPCD Andrei Lesco, Tudor Petrov-Popa, Andrei Ivantoc și Petru Godiac sunt arestați de către gardiștii separatiști și încarcerați în subsolurile comenduirii Armatei 14-a ruse din Tiraspol. La 4 iunie Executivul FPCD difuzează o declarație prin care califică aceste acțiuni ale separatiștilor drept acte de terorism și cere organelor de drept ale Republicii Moldova să ia toate măsurile pentru eliberarea deținuților. Asupra acestor fărădelegi este sesizată, de asemenea, Internaționala Democrat-Creștină, iar peste câteva zile FPCD lansează un Apel către organizațiile internaționale, către guvernele statelor lumii, către organizațiile pentru apărarea drepturilor omului, solicitând acestora să efectueze supravegherea respectării drepturilor omului în zona ocupată de separatiștii tiraspoleni, să exercite presiuni asupra Rusiei în vederea retragerii imediate și necondiționate a Armatei a 14-a ruse de pe teritoriul Republicii Moldova.
- 7 iulie – FPCD ia atitudine față de decizia de a introduce ca forță de tampon în zona nistreană trupe militare din CSI, precum și față de intenția președintelui Snegur de a supune ratificării acordurile CSI. FPCD apreciază că la aplanarea conflictului militar din zona nistreană nu pot participa forțele armate ale CSI, cu atât mai mult cele ale Rusiei, și cheamă pe toți deputații să-și determine poziția față de orientarea vădit antinațională și prorusească a autorităților republicii.
- 10 iulie – Având în vedere Hotărârea Congresului III al FPCD de a participa la campania electorală din Țară, Executivul FPCD sprijină inițiativa unor partide de a propune candidatura lui Mircea Druc la funcția de președinte al României.
- 21 iulie – Președintele Republicii Moldova semnează la Moscova, în prezența lui Igor Smirnov, actul de capitulare în fața Tiraspolului, numit umilitoare, „Convenția Elțîn-Snegur”. Printre alte condiții umilitoare, „Convenția” impune Chișinăului un guvern de „conciliere” în frunte cu Andrei Sangheli, guvern format cu concursul direct al vicepreședintelui Rusiei, Alecsandr Rutkoi. Din aceeași zi datează și primele informații despre creșterea valului de amenințări la adresa membrilor FPCD, val ce va lua în scurt timp proporții îngrijorătoare.
- {27 august} – „ȚARA” anunța declararea independentei in republica moldova
- 1 octombrie – Din inițiativa Frontului Popular Creștin Democrat, la Chișinău se constituie Alianța Creștină pentru Reîntregirea României, coaliție politică a formațiunilor de orientare unionistă.
- 10 octombrie – Executivul FPCD sprijină revendicările pedagogilor și apreciază că grevele declanșate de aceștia și de alte categorii sociale sunt cauzate de lipsa unui program de protecție socială și de incapacitatea Președintelui și Guvernului de a-și onora obligațiile față de cetățeni.
- 29 noiembrie – FPCD organizează în Piața Marii Adunări Naționale din Chișinău o amplă manifestare cultural-artistică prilejuită de aniversarea a 74 de ani de la Marea Unire a tuturor Românilor.
- 24 decembrie – Alianța Creștină pentru Reîntregirea României primește cu bucurie vestea reactivării Mitropoliei Basarabiei sub oblăduirea canonică a Patriarhiei Române, apreciind-o drept un act sfânt de dreptate istorică. ACRR condamnă poziția intolerantă a președintelui Snegur care și-a permis insulte grele la adresa Bisericii Ortodoxe Române, ajungând să declare că „Patriarhia Română a contribuit la dezmembrarea teritorială a Republicii Moldova”. Totodată, ACRR insistă asupra înregistrării Statutului Mitropoliei Basarabiei.

## 1993
- 28 ianuarie – Președintele Parlamentul Alexandru Moșanu, vicepreședintele Ion Hadârcă, președintele Comisiei pentru mass-media Valeriu Matei și președintele Comisiei de relații externe Vasile Nedelciuc își prezintă în mod surprinzător demisia din funcțiile respective, motivându-și gestul prin dorința de a preveni opinia publică „asupra pericolului restaurării depline a regimului totalitar în Republica Moldova”. Deși doi dintre sus-numiții mai au calitatea de membru al FPCD, iar alții doi se consideră apropiați Frontului, demisia nu este coordonată nici la nivelul conducerii FPCD, nici în cadrul grupului parlamentar. În fruntea Parlamentului este ales ulterior Petru Lucinschi, ex-prim-secretar al CC al PCM.
- 7 februarie – Miting FPCD în Piața Catedralei din Chișinău. În fața pericolului restaurării unui nou regim totalitar, circa câteva zeci de mii de persoane protestează contra politicii stăpânirii prorusești de aservire totală a Basarabiei față de Moscova.
- 28 martie – Alianța Creștină pentru Reîntregirea României organizează în Piața Marii Adunări Naționale din Chișinău o manifestare cultural-artistică prilejuită de împlinirea a 75 de ani de la proclamarea Actului Unirii Basarabiei cu Patria-mamă România. Participanții la manifestare adresează un apel către conducerea republicii, cerându-i să ia toate măsurile pentru eliberarea imediată și necondiționată a deținuților politici din temnițele de la Tiraspol.
- 21 aprilie – La Tiraspol începe farsa judiciară, numită „proces asupra grupului Ilașcu”. Imaginea cuștii de fier face înconjorul lumii, trezind valuri de proteste față de această practică medievală, aplicată unor deținuți politici.
- 1 mai – Având în vedere recenta constituire a Congresului Intelectualității care s-a declarat mișcare social-politică, în scopul eliminării unor confuzii legate de apariția Congresului Intelectualității și de raporturile acestuia cu FPCD, Sfatul FPCD își precizează pozitia față de acest Congres Intelectualității, apreciind că lipsa unei opțiuni politice clare, politica centristă și de conciliere promovat de Congres îi rezervă acestuia locul de formațiune-tampon menită să amortizeze divergențele existente între Putere și Opoziție. Sfatul ia act de pierderea calității de membru al FPCD de către persoanele care s-au incadrat în Congresul Intelectualității.
- 2 mai – În ajunul reluării procesului asupra grupului Ilașcu, FPCD convoacă un miting în Piața Catedralei din Chișinău în cadrul căruia sunt condamnate acțiunile criminale ale regimului de la Tiraspol și este supusă unei critici vehemente pasivitatea autorităților de la Chișinău manifestată pe parcursul unui an în problema deținutilor politici.
- 13 iunie – Executivul FPCD adoptă textul unei Scrisori deschise către un șir de comisii parlamentare, către Procuratură, MAI și MSN, prin care aduce la cunoștință acestora o serie de cazuri de intimidări și încercări de atentate împotriva liderilor FPCD, cerându-le să pună capăt acestei campanii împotriva Opoziției.
- 11 septembrie – Sfatul FPCD își exprimă protestul față de decizia Prezidiului Parlamentului din 7 septembrie de a pune în legalitate Partidul Comunist, solicitând Procuraturii și Ministerului Justiției să se pronunțe oficial asupra legalității acestei hotărâri.
- 14 septembrie – Grupul parlamentar pro-CSI-ste „Viața satului”, „Soglasie” și „Independenții” forțează ideea alegerilor parlamentare anticipate pentru scoaterea Guvernului de sub orice control al parlamentului. Deputații FPCD propun Legislativului să adopte noua Constituție, blocul de legi privind autoadministrarea locală, hotărârea despre numirea și desfășurarea alegerilor locale și în ultima instanță legea privind alegerile generale și prezidențiale.
- 27 octombrie – Se constituie blocul electoral Alianța Frontului Popular Creștin Democrat în care intră FPCD, Mișcarea Voluntarilor și Organizația Tineretului Creștin Democrat. Alianța FPCD hotărăște să participe la alegerile parlamentare din 27 februarie 1994.
- 9 decembrie – La Tiraspol este pronunțată sentința asupra deținuților politici. Executivul FPCD declară că toată responsabiltatea pentru soarta deținuților cade asupra conducerii republicii, iar o eventuală executare a sentinței ar lipsi această conducere de orice drept moral de a se mai afla în fruntea statutlui.
- 10 decembrie – La Chișinău și în alte localități ale Basarabiei au loc ample menifestări de protest.

## 1994
- 27 februarie – Alegerile parlamentare. Alianța Frontului Popular Creștin Democrat obține 9 mandate din totalul de 104.
- 27 martie – FPCD organizează la Chișinău și în alte localități din Basarabia manifestări de comemorare a Actului istoric al Unirii Basarabiei cu Patria-mamă România.
- 29 martie – În interesul consolidării și bunei funcționări a Mișcării FPCD și a grupului Parlamentar, deputații Alianței FPCD Sergiu Burcă, Ștefan Secăreanu, Dumitru Osipov și Ion Vozian își depun mandatele, cedând locul următorilor patru deputați supleanți de pe lista de candidați ai alianței FPCD.
- 8 aprilie – Coaliția majoritară din Parlament ratifică acordurile CSI. Grupul parlamentar al Alianței FPCD votează împotrivă.
- 24 aprilie – La Opera Națională din Chișinău își ține lucrările cel de-al IV-lea Congres al FPCD. Congresul aprobă, ca direcții de bază ale activității FPCD, Programul electoral al Alianței FPCD, precum și un șir de rezoluții. Congresul adoptă ca simbol al Mișcării FPCD imaginea proiectată într-un cerc al Sfântului Ștefan cel Mare care înalță în semn de binecuvantare Sfânta Cruce. În funcția de președinte al FPCD este ales Iurie Roșca. În cea de prim-vicepreședinte și președinte executiv – Sergiu Burcă.
- 26 iunie – FPCD organizează în Piața Catedralei din Chișinu un miting de doliu la care este readus în memorie tragicul eveniment din 28 iunie 1940, zi în care Basarabia, nordul Bucovinei și Ținutul Herța au fost invadate și ocupate de trupele sovietice.
- 21 iulie – În legatură cu legiferarea prin Constituție a glotonimului „limba moldovenească” și cu acordarea unui statut privilegiat limbii ruse, FPCD declară că acest act politic antiromânesc constituie un factor serios de scindare a societății, de rusificare continuă a populației și de degradare a situației socio-lingvistice și politice în Republica Moldova.
- 28 iulie – Coaliția majoritară din parlament votează Constituția. În aceeași zi, FPCD lansează un Memorand prin care inițiază campania de colectare a semnăturilor pentru revizuirea Constituției.
- 2 septembrie – Procuratura Republicii Moldova cere Ministerului de Justiție suspendarea pe un termen de șase luni a activității FPCD și a organului său de presă. Executivul FPCD califică sesizarea Procuraturii drept un act politic de intimidare a oponenților politici, un atentat la sistemul pluripartit și la principiile democratice.
- 16 octombrie – Peste 10.000 de cetățeni, convocați în Piața Marii Adunări Naționale din Chișinău de către deputații grupului parlamentar al Alianței FPCD, își exprimă protestul față de pogromurile dezlănțuite asupra școlilor românești din Transnistria și Tighina, cer conducerii republicii să ia măsuri urgente pentru eliberarea deținuților politici de la Tiraspol și sprijină prin vot deschis Memorandul FPCD și proiectul de Lege cu privire la modificarea Constituției, elaborat de grupul parlamentar al Alianței FPCD.
- 1 decembrie – FPCD organizează în municipiul Chișinău și în alte localități ale Basarabiei manifestații prilejuite de cea de-a 76-a aniversare de la înfăptuirea Unirii tuturor Românilor într-un singur stat național unitar – România.
- 23 decembrie – Coaliția majoritară din Parlament adoptă, cu doar 68 de voturi „pro”, legea despre statutul juridic al Gagauz-Yeri. În semn de protest, deputații grupului parlamentar al Alianței FPCD părăsesc sala de ședințe a Parlamentului. În aceeași zi, Executivul FPCD adoptă o declarație prin care condamnă actul iresponsbil al coaliției agro-interfrontiste, calificându-l drept un atentat la unitatea statului, o premisă reală pentru federalizarea Republicii Moldova.

## 1995
- 8 ianuarie – Având în vedere cadrul legislativ antidemocratic, Sfatul FPCD hotărăște neparticiparea Frontului Popular Creștin Democrat cu liste de candidați în campania electorală pentru alegerile locale din 16 aprilie 1995.
- 10-14 ianurie – La Chișinău sosesc reprezentanții Consiliului Europei pentru țările nemembre și grupul de raportori ai Consiliului Europei pentru Republica Moldova. Deputații FPCD înmânează celor peste 30 de membri ai delegației Consiliului Europei un raport privind încălcarea drepturilor omului în Republica Moldova.
- 28 ianuarie – Apare primul număr al publicației „Demnitatea”, organ de presă al secțiilor Cahul și Vulcănești ale FPCD.
- 21 martie – FPCD își exprimă solidaritatea cu acțiunile revendicative ale studenților, elevilor și profesorilor, apreciind că acestea demonstrează voința tinerei generații de a se opune agresiunii clasei guvernante împotriva procesului de renaștere națională a românilor basarabeni.
- 7 mai – Sfatul FPCD decide convocarea Conferinței Frontului Popular Creștin Democrat în ziua de 20 mai 1995, zi în care se împlinesc 6 ani de la primul Congres al Mișcării.
- 20 mai – La Teatrul Național „Mihai Eminescu” are loc Conferința Națională a FPCD care marchează 6 ani de la primul Congres al partidului.
- 27-29 mai – Deputatul Vlad Cubreacov reprezintă FPCD la Conferința Internațională „Democrația Creștină astăzi” care se desfășoară la Sankt Petersburg sub auspiciile Internaționalei Democrat-Creștine și ale Uniunii Creștin-Democrate din Europa de Est. Conferința are drept temă principală „Unirea și separarea statelor în lumea contemporană”. Raportul domnului Cubreacov suscită un viu interes din partea conducerii IDC și a creștin-democraților din țările Europei Occidentale.
- 7 iunie – Parlamentul adoptă în prima lectură proiectul Legii cu privire la organizarea și defășurarea întrunirilor. Legea conține o serie de articole care anulează, practic, dreptul constituțional la întruniri și la libera exprimare.
- 21 iunie – Fracțiunea parlamentară a FPCD propune să fie declanșată procedura de demitere a Guvernului Sangheli.
- 12 septembrie – Judecătoria sectorului Buiucani, mun. Chișinău, declară nelegitim refuzul Guvernului de a pune în legalitate Mitropolia Basarabiei. Instanța obligă Guvernul să recunoască printr-o decizie guvernamentală această Mitropolie.
- 3 octombrie – La propunerea grupului parlamentar al FPCD, Parlamentul adoptă două documente în problema deținuților politici de la Tiraspol Ilie Ilașcu, Alexandru Lescu, Andrei Ivantoc și Tudor Petrov-Popa. Astfel, Guvernul este obligat printr-o hotărâre de către Legislativ „să trateze problema deținuților politici ca pe una prioritară”, iar MAE să solicite comunității internaționale „un sprijin efectiv în vederea eliberării deținuților politici”. Totodată, Palamentul adoptă un Apel către parlamentele țărilor membre ale OSCE și organismele internaționale prin care își exprimă speranța că acestea „vor întreprinde acțiuni concrete pentru a determina administrația secesionistă de la Tiraspol să elibereze cei patru deținuți politici”.
- 3 octombrie – Colegiul Elector al Adunării Eparhiale a Mitropoliei Basarabiei îl alege cu unanimitate de voturi pe IPS Petru Păduraru, locțiitor de Mitropolit, drept primul Mitropolit al Basarabiei după reactivarea acesteia în 1992.
- 18 octombrie – Curtea Supremă de Justiție decide clasarea dosarului și scoaterea de pe rol a procesului civil Mitropolia Basarabiei – Guvernul Republicii Moldova. Studenții aflați în grevă generală cer demisia Guvernului.

## 1996
- 25 ianuarie – Fiind sesizată de Grupul parlamentar al FPCD, Curtea Constituțională anulează unele prevederi ale articolului 13 din Codul Funciar, restabilind astfel dreptul țăranilor de a ieși din colhozuri și de a crea gospodării individuale, fără a fi siliți să se unească în asociații, societăți, cooperative și alte mini-colhozuri camuflate.
- 7 februarie – La Bălți apare primul număr al publicației „Crezul”. Fondator și editor: Frontul Popular Creștin Democrat. Redactor-șef Mircea Ciobanu.
- 9 februarie – Departamentul Agricultură al FPCD publică în „Țara” un Îndrumar pentru țărani, în care este explicată întreaga procedură de împroprietărire cu pământ și cu cotă valorică.
- 18 februarie – Adunarea reprezentanților proprietarilor de pământ și ai țăranilor neîmproprietăriți, convocată la Chișinău de FPCD, se transformă în Congres de constituire a unei organizații nonguvernamentale CARTELUL ȚĂRĂNESC „SFÂNTUL GHEORGHE”. Congresul adoptă un program de decolectivizare a agriculturii în Republica Moldova.
- Februarie-mai – În absoluta majoritate a localităților au loc adunări de constituire a filialelor Cartelului Țărănesc „Sfântul Gheorghe”.
- 7 martie – Confirmând justețea atitudinilor exprimate de PPCD, subcomisia pentru mass-media a APCE, reunită la Paris, supune criticii noua lege a presei din Republica Moldova. Departamentul de Stat al Statelor Unite semnalează în Raportul său anual privind respectarea drepturilor omului în țările lumii că aparatul de securitate al Republicii Moldova continuă monitorizarea electronică a domiciliilor și telefoanelor unor oponenți ai Guvernului, iar Constițuia RM limitează activitatea partidelor politice și a presei.
- 11 martie – FPCD, Uniunea Jurnaliștilor și alte organizații obștești cer transformarea Companiei de Stat „Teleradio-Moldova” în instituție publică și alegerea în fruntea ei a unor persoane competente și echidistante în plan politic.
- 19 martie – „Țara” publică stenograma ședinței extraordinare a Parlamentului din 16 martie care s-a ținut cu ușile închise. Subiectul dezbaterilor l-a constituit Decretul Președintelui Snegur privind destituirea lui Pavel Creangă din funcția de ministru al apărării. Prin hotărârea adoptată, Parlamentul ia act de acțiunile șefului statului și îi recomandă să instituie un moratoriu asupra învestirii generalului Tudor Dabija în funcția de ministru interimar al apărării. De fapt este vorba despre începutul unei concurențe deschise între șeful statului Mircea Snegur și Șeful Legislativului Petru Lucinschi, având ca țintă viitoarele alegeri prezidențiale.
- 15 aprilie – A doua zi de Paști. La București se stinge din viață ambasadorul spiritual al basarabenilor, Octavian Ghibu, fiul marelui cărturar și întregitor de țară Onisifor Ghibu. „Basarabia a mai pierdut, în persoana sa, un mare prieten aici, pe pământ, și a mai câștigat prin înălțarea sa la ceruri un mijlocitor la Domnul” – se spune în necrologul FPCD.
- 19 aprilie – Conform unui sondaj realizat de SISI „Opinia”, inițiativa FPCD de introducere a religiei în școală este susținută de două treimi din populația Republicii Moldova.
- 26 aprilie – Dând curs unei revendicări mai vechi a FPCD, Parlamentul anulează articolul 203/6 din Codul Penal care prevedea o sancțiune de până la 5 ani privațiune de libertate pentru „insultarea în public sau calomnierea președintelui parlamentului sau a președintelui republicii”.
- 15 mai – Parlamentul fixează data alegerilor prezidențiale pentru a treia duminică a lunii noiembrie.
- 20 mai – Președintele FPCD Iurie Roșca înmânează ambasadorului Federației Ruse, Alexandr Papkin, o notă de protest în legătură cu informațiile publicate în presa de la Moscova, potrivit cărora FPCD ar fi implicat în sprijinirea materială și de alt ordin a combatanților ceceni. Ambasadorul rus este invitat să ia atitudine față de aceasta diversiune propagandistică și să dezmintă oficial insinuările din presa rusă.
- 21 mai – „Țara” publică un grupaj de materiale în apărarea scriitorului Dumitru Matcovschi, victimă a unei companii de denigrare lansată de Partidul Forțelor Democratice. Grupajul are un generic cât se poate de sugestiv: „La 17 mai 1989, Dumitru Matcovschi este victima unei tentative de asasinat. La 17 mai 1996 Dumitru Matcovschi este victima unei tentative de asasinat moral. Numele celui care l-a călcat acu 7 ani cu autocarul este Mihai Struț. Numele celui care îl calcă azi în picioare este «Mesagerul» Partidului Forțelor Democratice”".
- 24 mai – Potrivit unui sondaj de opinie realizat de Serviciul Sondaje Opinii FLUX, peste 50 la sută din cetățenii Republicii Moldova consideră că denumirea corectă a limbii noastre este româna. Același sondaj arată că 51,1% din respondenți aprobă activitatea Mitropoliei Basarabiei, iar 48,9% pe cea a Mitropoliei Moldovei, subordonată canonic Patriarhiei Ruse.
- 9 iunie – La Palatul Național își ține lucrările Congresul al V-lea al Frontului Popular Creștin Democrat. La Congres participă 1109 delegați din toate cele 38 filiale ale partidului. Forul este binecuvântat de preotul Vlad Mihăilă de la Mitropolia Basarabiei. Congresul adoptă o serie de rezoluții prin care optează pentru: demisia Guvernului Sangheli, înlăturarea obstacolelor din calea reformelor agrare și deblocarea procesului de atribuire a cotelor valorice; eliberarea neîntârziată a deținuților politici de la Tiraspol; admiterea în legalitate a Mitropoliei Basarabiei, integrarea plenară a Republicii Moldova în structurile europene și euro-atlantice; introducerea religiei în școală. Totodată, Congresul împuternicește Sfatul FPCD să adopte la momentul oportun linia de comportament și decizia definitivă în problema alegerilor prezidențiale. Congresul îl realege pe Iurie Roșca în funcția de președinte al FPCD. În funcția de Președinte al Comitetului Executiv al FPCD este confirmat Sergiu Burcă.
- 5-6 iulie – Președintele României, Ion Iliescu, efectuează o vizită la Chișinău. Cu acest prilej șeful Statului Român reafirmă, în alocuțiunea sa în Parlament că „Republica Moldova, ca și România, aparține Europei centrale și face parte din familia statelor de origine latină. Noi nu împărtășim doar anumite valori culturale și istorice comune; noi avem aceleași valori culturale și istorice, pentru că avem aceeași cultură și istorie”.
- 22 iulie – FPCD încheie un Acord de parteneriat politic cu Alianța Forțelor Democratice. Semnatarii Acordului – Iurie Roșca, președinte al FPCD și Mircea Rusu, președinte al AFD – convin să-și coordoneze și să-și sincronizeze acțiunile, să se consulte în permanență asupra problemelor de interes comun; să nu admită atacuri reciproce și să contracareze cu eforturi comune diversiunile și atacurile îndreptate împotriva semnatarilor Acordului de parteneriat politic.
- 5 august – În cadrul unei conferințe de presă comună, reprezentanții FPCD și AFD, Petru Bogatu și, respectiv, Vlad Darie, anunță despre decizia celor două formațiuni de a sprijini la viitoarele alegeri prezidențiale candidatura președintelui în exercițiu, Mircea Snegur. „Această acțiune electorală este singura soluție realistă în actuala situație politică”, se spune în Declarația Sfatului FPCD din 4 august 1996.
- 7 august – 17 formațiuni politice și obștești, printre care și FPCD, decid printr-o Declarație comună să constituie Mișcarea civică în susținerea candidatului Mircea Snegur la alegerile prezidențiale din 17 noiembrie 1996.
- 19 august – Demarează oficial campania electorală.
- 2 septembrie – CEC înregistrează primul candidat: Mircea Snegur. În următoarele zile, Buletinul de vot pentru alegerile prezidențiale se completează cu alte nume: Petru Lucinschi, Andrei Sangheli, Vladimir Voronin, Valeriu Matei, Maricica Levițchi, Anatol Plugaru, Iulia Gorea-Costin, Veronica Abramciuc.
- 13 noiembrie – Duma de Stat a Federației Ruse adoptă hotărârea „Cu privire la unele chestiuni ale cooperării dintre Federația Rusă și Transnistria” prin care aceasta propune Tiraspolului semnarea unui acord interstatal, declară Transnistria drept zonă a intereselor strategice ale Rusiei și se pronunță pentru dislocarea permanentă în stânga Nistrului a forțelor armate rusești.
- Președintele FPCD, Iurie Roșca, declară că această hotărâre a Dumei „confirmă o dată în plus pericolul politicii expansioniste a forțelor reacționare de la Moscova”.
- 17 noiembrie – Are loc primul tur al alegerilor prezidențiale. Pe primul loc se situează Mircea Snegur cu 38,71%, urmat în ordine descrescătoare de Petru Lucinschi – 27,69%, Vladimir Voronin – 10,26%, Andrei Sangheli – 9,50%, Valeriu Matei – 8,88%, Marina Livițchi – 2,13%, Anatol Plugaru – 1,81%, Iulia Gorea-Costin – 0,63%, Veronica Ambramciuc – 0,43%. Astfel, în turul doi de scrutin rămân Mircea Snegur și Petru Lucinschi.
- 1 decembrie – Turul doi al alegerilor prezidențiale. Învingător este Petru Lucinschi care obține 54,07%, Mircea Snegur acumulează 45,93%. Mediile de informare occidentale schițează portretul-robot al noului președinte, prezentându-l drept om al Moscovei, rămas orientat spre trecutul sovietic.
- 7 decembrie – Sfatul FPCD face un bilanț al campaniei electorale și subliniază necesitatea creării unei coaliții a formațiunilor democratice în scopul asigurării succesului la viitoarele alegeri parlamentare. În aceeași zi, partidele și formatiunile social-politice din componenta Mișcării pro Snegur decid crearea unei largi Alianțe.
- 19 decembrie – Mitropolia Basarabiei marchează patru ani de la reactivarea sa canonică și 71 ani de la înființare.
- 24 decembrie – În baza unui sondaj, Serviciul independent sociologic „Opinia” stabilește topul celor mai populari ziariști ai anului 1996. Pe primul loc se situează Petru Bogatu, editorialist și redactor șef adjunct al publicatiei FPCD „ȚARA”.

## 1997
- 24 ianuarie – Grupul parlamentar al FPCD votează împotriva învestirii Guvernului Ciubuc, constituit în proportie de 55 la sută din membrii fostului cabinet Sangheli.
- 12 februarie – Președintele României, Emil Constantinescu, îl primește la Palatul Cotroceni pe Președintele FPCD, Iurie Roșca. În cadrul discuțiilor sunt abordate probleme de interes comun.
- 27 februarie – FPCD ia atitudine față de afirmațiile făcute la Moscova de Președintele Lucinschi, potrivit cărora retragerea definitivă a trupelor rusești trebuie sincronizată cu soluționarea diferendului transnistrean. „Este evident – se spune în Declarația FPCD – că, prin condiționarea retragerii trupelor cu soluționarea diferendului transnistrean, Rusia urmărește, de fapt, menținerea prezenței sale militare în raioanele de Est ale Republicii Moldova”.
- 26 martie – Grupul parlamentar al FPCD cere Parlamenrului micșorarera uriașului decalaj dintre câștigurile oamenilor simpli și cele ale demnitarilor de stat. Majoritatea parlamentară agraro-socialistă refuză să discute această propunere.
- 5 aprilie – Sfatul FPCD reconfirmă poziția partidului în relațiile sale cu Puterea, dezavuând politica antinațională, colonială și antioccidentală a coaliției de guvernământ PDAM – Unitatea „Edinstvo”. Sfatul accentuează necesitatea creării și consolidării unei alianțe electorale a forțelor de dreapta pentru participarea la viitoarele alegeri parlamentare.
- 10 aprilie – Printr-o scrisoare deschisă, Grupul Parlamentar al FPCD își reînoiește demersurile sale anterioare privind eliberarea necondiționată a celor patru deținuți politici de la Tiraspol și cere tuturor factorilor responsabili să-și onoreze obligațiunile constituționale față de acești cetățeni.
- 16 aprilie – În cadrul unei conferințe de presă susținute de Iurie Roșca, Președinte al FPCD, și Valeriu Matei, Președinte al PFD, este dată publicității o Declarație comună, prin care cele două formațiuni își exprimă disponibilitatea să favorizeze și să stimuleze procesul de coalizare a partidelor de orientare democratică și națională. Ulterior, PFD a încălcat principiile acestei declarații, refuzând să adere la Convenția Democratică și participând separat la alegerile parlamentare din 1998.
- 25 aprilie – FPCD face publică o declarație prin care condamnă intenția Președintelui Lucinschi de a semna un Memorandum cu Transnistria în varianta propusă de Primakov. „Realizarea acestei intenții ar însemna un grav atentat la unitatea statului și o încălcare flagrantă a Constituției”, se spune în Declarația FPCD.
- 16 mai – Într-un interviu acordat ziarului „Țara”, Președintele FPCD, Iurie Roșca, readuce în atenția opiniei publice chestiunea creării unei alianțe a forțelor de dreapta: „La 16 aprilie a fost lansată acea Declarație comună, întâmpinată cu entuziasm și speranță de către opinia publică... În momentul de față consultările sunt practic suspendate. Această suspendare s-a făcut la rugămintea PFD, care a cerut, imediat după semnarea Declarației comune, un răgaz pentru a lua o decizie definitivă în acest sens. Acum suntem în așteptarea ședințelor Biroului Permanent și a Consiliului PFD care își vor formula punctul de vedere asupra participării acestei formațiuni la crearea viitoarei alianțe. Trebuie să recunosc că această pauză, care pare să nu mai aibă sfârșit, ne îngrijorează”.
- 23 mai – „ȚARA” relatează că la ședinta Sfatului FPCD din 8 aprilie a fost evidențiată tendința de creștere a rândurilor FPCD și că recent a fost primit în rândurile filialei Rășcani din capitală Dumitru Crihan, fiul lui Anton Crihan, fost deputat în Sfatul Țării și personalitate marcantă a vieții politice din România antebelică. „Ideile Frontului le împărtășesc din 1940”, declară Dumitru Crihan în interviul acordat cu acest prilej publicației FPCD.
- 25 mai – Sfatul FPCD reconfirmă necesitatea creării unei alianțe electorale a formațiunilor de dreapta și salută Declarația comună FPCD – PFD din 16 aprilie. Sfatul împuternicește Executivul FPCD să continue consultările în acest sens, cu celelalte formațiuni de dreapta.
- 19 iunie – În cadrul unei reuniuni a partidelor de orientare democratică, moderată de academicianul Mihai Cimpoi, este lansată Declarația de constituire a Convenției Democrate din Moldova (CDM), semnată, în aceeași zi de Iurie Roșca, Președinte FPCD, și Mircea Snegur, Președinte PRCM.
- 29 iunie – Sfatul FPCD aprobă Declarația de constituire a Convenției Democrate din Moldova și se pronunță pentru continuarea consultărilor cu alte formațiuni în vederea aderării acestora la CDM.
- 30 iunie – Secretarul General al Consiliului Europei Daniel Tarschys, aflat într-o vizită de două zile la Chișinău exprimă îngrijorarea Forului European în legătură cu refuzul guvernului moldovean de a înregistra Mitropolia Basarabiei. Într-un interviu acordat ziarului „ȚARA”, Tarschys spune că „libertatea religioasă și dreptul la proprietate al bisericilor sunt valori indispensabile ale societăților deschise și ele nu pot fi neglijate de țările care se vor integrate în familia europeană”.
- 6 iulie – Se stinge subit din viață, la numai 47 de ani, compozitorul și interpretul Petre Teodorovici, un model de atitudine cetățenească, un patriot înflăcărat și un artist de mare talent. În alegerile parlamentare din 1994, Petre Teodorovici candidase pe lista electorală a FPCD.
- 11 iulie – Deputatul Vlad Cubreacov, membru al APCE, susținut de deputați din 10 state europene, adresează Adunării Parlamentare a Consiliului Europei un set de propuneri privind libertatea Mitropoliei Basarabiei. „Autoritățile RM au adoptat o poziție ostilă, intolerantă și discriminatorie față de propriii săi cetățeni, asociați în cadrul Mitropoliei Basarabiei, refuzând să recunoască această Biserică”, se spune în propunerile de rezoluție privind libertatea Mitropoliei Basarabiei. Autorii propun să se ceară autorităților RM „să identifice o soluție civilizată pentru depășirea acestei situații prin intermediul mecanismelor democratice și pentru ca drepturile cetățenilor asociați în cadrul Mitropoliei Bsarabiei să fie asigurate în mod real și pe deplin”.
- 5 august – Într-un amplu articol publicat în „ȚARA” Președintele executiv al FPCD, Sergiu Burcă, analizează comportamentul de spărgător al unității dreptei politice al Partidului Forțelor Democratice: „La 23 iunie, Valeriu Matei, întors de la București, a ținut o conferință de presă (...) De data asta, liderul PFD era nerăbdător să anunțe opinia publică din Basarabia că «la viitoarele alegeri TREBUIE să existe două-trei blocuri pe dreapta»”. „Concluzia se impune de la sine, scrie Sergiu Burcă. PFD nu și-a respectat angajamentul asumat prin semnarea Declarației comune din 16 aprilie 1997. Conștient sau inconștient, PFD este dispus să repete greșeala de la alegerile din 1996. Dar toată lumea înțelege că două-trei blocuri pe dreapta înseamnă menținerea în continuare a opoziției deasupra pragului electoral, dar sub pragul puterii”.
- 6 august – Curtea de Apel, în persoana judecătorilor Mihai Poalelungi, Valeriu Doagă și Boris Alexandrov, examinează litigiul dintre Guvernul RM și Mitropolia Basarabiei. Este pentru prima dată când o instanță judiciară de acest nivel ia în dezbatere o problemă de ordin confesional, atât de politizată în mod nejustificat. Guvernul cere instanței de judecată o săptămână pentru a lua în dezbatere problema Mitropoliei Basarabiei.
- 19 august – În ziua Schimbării la Față, Curtea de Apel dă câștig de cauză Mitropoliei Basarabiei, calificând acțiunile Guvernului drept nelegitime și obligându-l să examineze și să aprobe Statutul acestei Sfinte Biserici. Guvernul, însă, refuză să se conformeze deciziei respective.
- 9 octombrie – Grupul parlamentar al FPCD depune în Parlament inițiativa legislativă privind modificarea art. 12 din Codul Funiciar. Deputații propun ca din rezerva primăriilor să fie împroprietărite toate familiile din localitățile sătești în care nici un membru nu a primit cotă de pământ.
- 11 octombrie – La Opera Națională are loc lansarea la scară națională a Convenției Democrate din Moldova.
- 20 noiembrie – Președintele RM Petru Lucinschi fixează prin decret prezidențial data alegerilor parlamentare: 22 martie 1998.
- 9 decembrie – Curtea Supremă de Justiție anulează Hotărârea Curții de Apel din 19 august, calificând cererile Mitropoliei Basarabiei de integrare în ordinea legală ca fiind neîntemeiate.

## 2019
- 8 iunie – Maia Sandu ajunge prim-ministru.

## 2020
- 24 decembrie – Maia Sandu ajunge președinte.